# Limassol Salt Lake

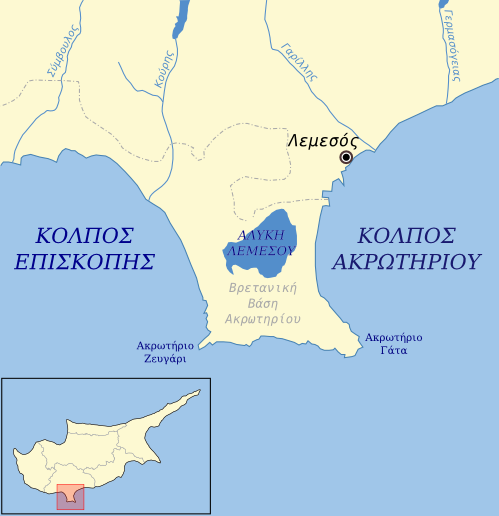
Lokalkarta.

Limassol Salt Lake (grekiska: Αλυκή Λεμεσού, Alykí Lemesou, turkiska: Limasol Tuz Gölü), även Akrotiri Salt Lake, är en periodisk saltsjö på halvön Akrotiri inom det av Storbritannien avhängiga territoriet Akrotiri och Dhekelia. Saltsjön har en area på 10,7 kvadratkilometer och utgör det största vattensystemet på ön. Området är listat som ett internationellt betydelsefullt vattensystem enligt Ramsarkonventionen.